# Asperula balchanica
Asperula balchanica är en måreväxtart som beskrevs av Jevgenij Grigorjevitj Bobrov. Asperula balchanica ingår i släktet färgmåror, och familjen måreväxter.
Artens utbredningsområde är Turkmenistan. Inga underarter finns listade i Catalogue of Life.